# Голландський капелюшок

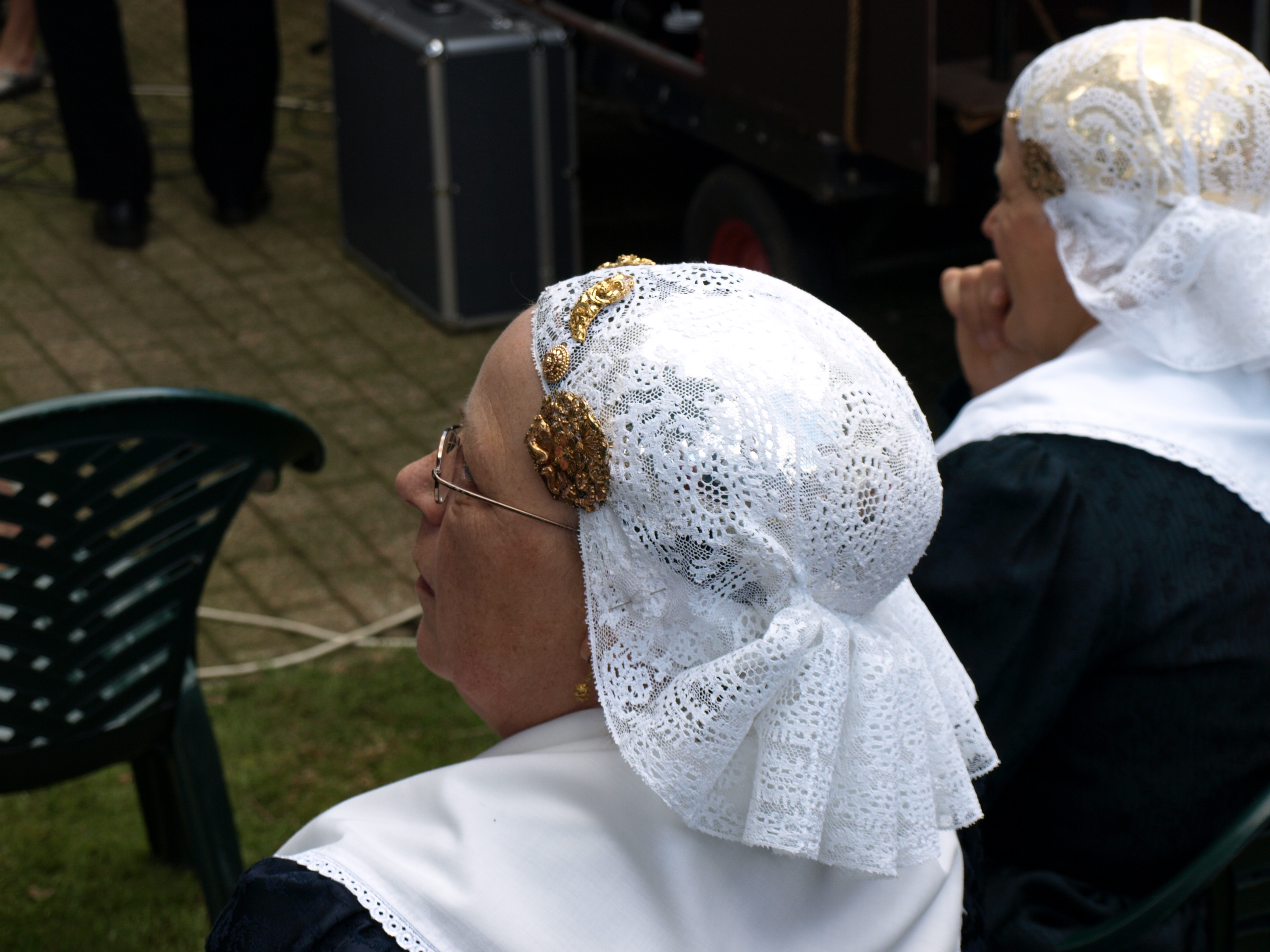
Жіночий капелюшок з Дренте з мереживом, золотими та срібними прикрасами

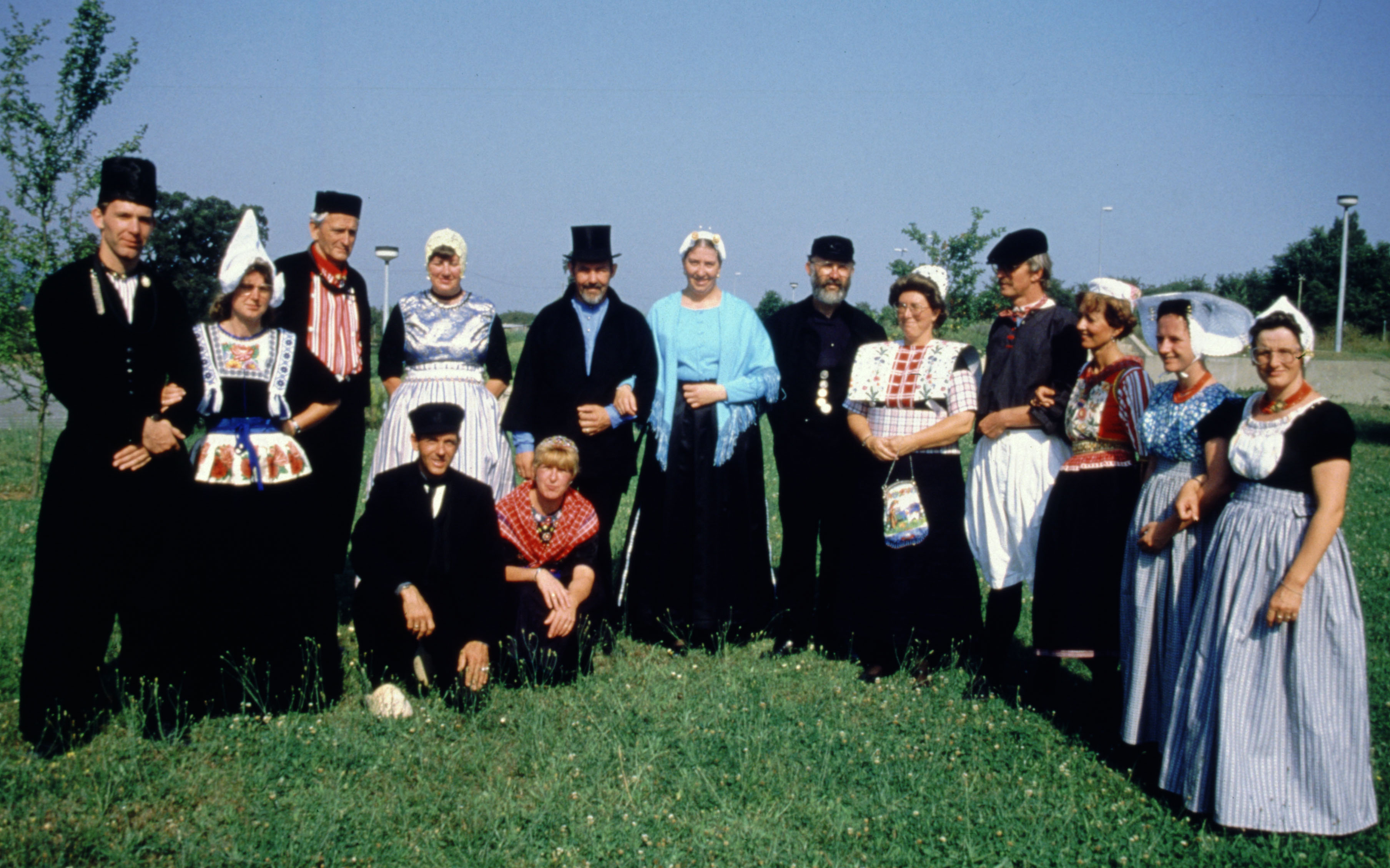
Традиційні костюми Нідерландів

Голландський капелюх або голландський капелюшок — стиль жіночого капелюха, який асоціюється з різними традиційними голландськими жіночими костюмами. Зазвичай виготовляється з білої бавовни або мережива, іноді характеризується трикутними клапанами або крилами метелика, які знаходяться з обох боків. Може нагадувати деякі фасони шапочки медсестри.

## Зображення

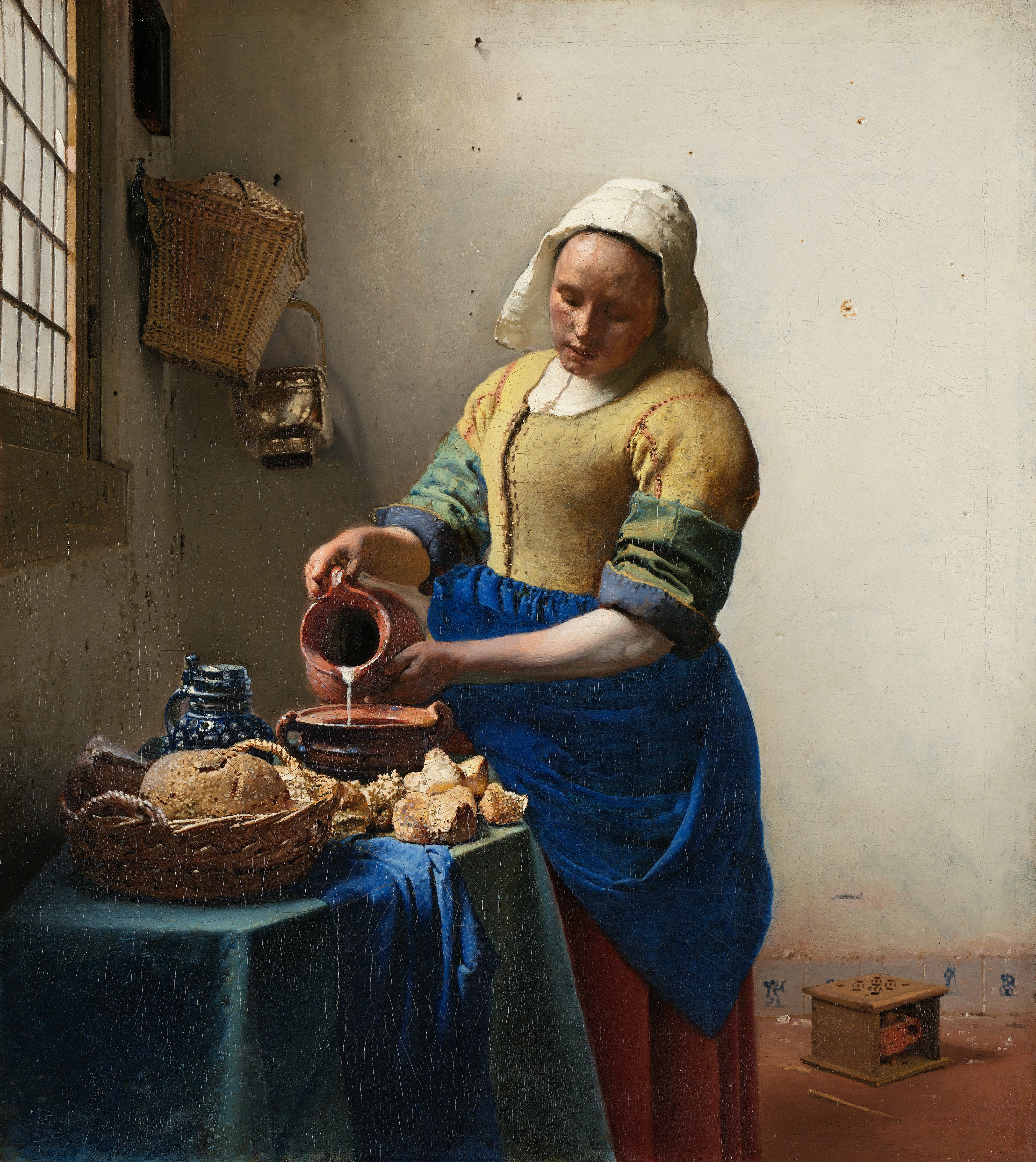
Нідерландська дівчина-робітниця (17 століття) на полотні Йоганеса Вермеєра
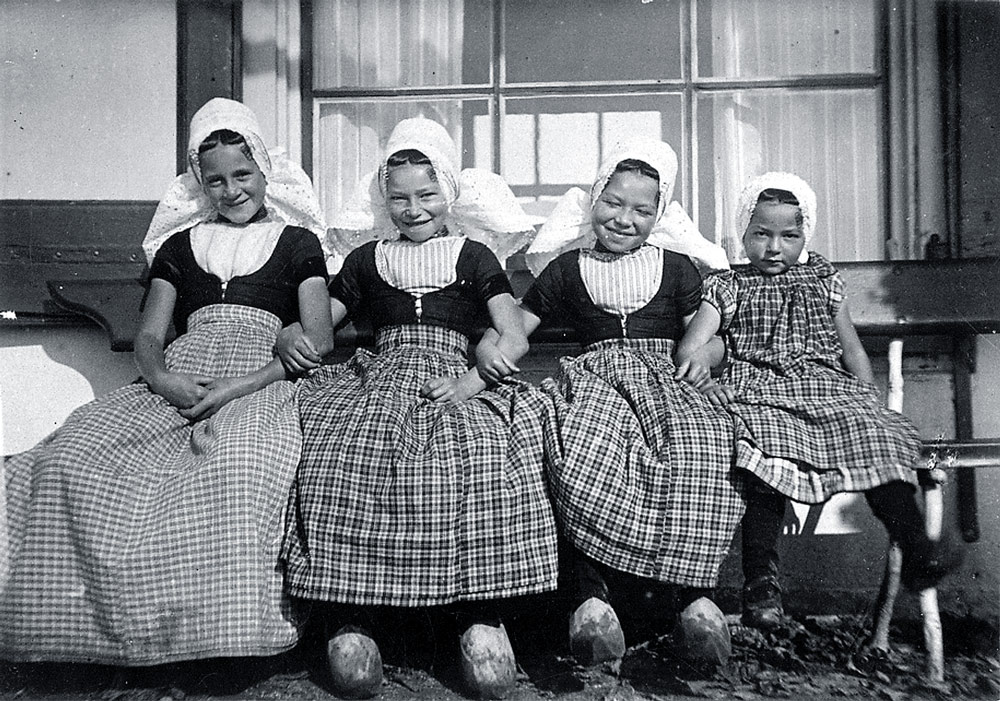
Дівчата в традиційному костюміАрнемейдена в шапках з великими "крилами"
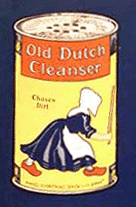
На американському бренді зображена дівчина  в червоних сабо та голландському капелюшку.
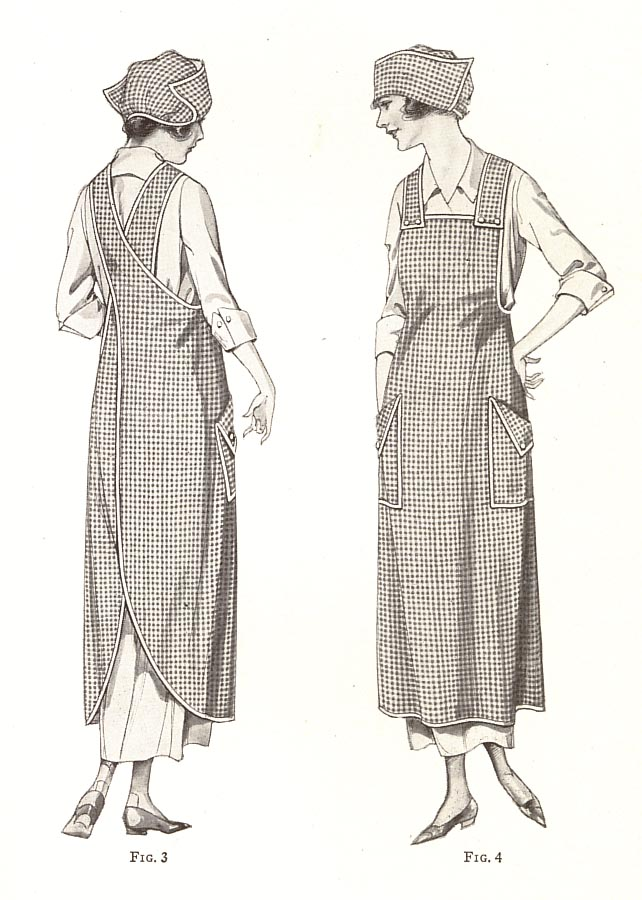
Американка приблизно 1920 року одягнена для роботи по дому в голландському капелюшку.